# Самеба (Гурия)
Самеба (груз. სამება) — село в Грузии. Находится в Чохатаурском муниципалитете края Гурия. Расположено на правом берегу реки Супса, на высоте 220 метров над уровня моря, в 8 км от Чохатаури. В деревне есть государственная средняя школа.

## Населения
По результатам переписи 2014 года в селе проживало 475 человек, из них большинство грузины.

## История
На сельском кладбище стояла Троицкая церковь, которая упоминается в источниках с 1871 года. Храм был снесен в 1920-х годах. В советское время было развито Чаеводство, здесь была небольшая Мастерская стеновых блоков, школа, детский сад, Дом культуры, больница. На месте старого храма была построена новая крестово-купольная церковь.